# Kaizo Mario World
Kaizo Mario World (改造マリオワールド, Kaizō Mario Wārudo), parfois appelé juste Kaizo Mario, également connu sous le nom Asshole Mario, est une série de trois ROM hacks du jeu Super Mario World, sorti initialement sur Super Nintendo Entertainment System. Le terme «Kaizo Mario World» est une abréviation de Jisaku no Kaizō Mario (Super Mario World) o Yūjin ni Play Saseru (自作の改造マリオ（スーパーマリオワールド）を友人にプレイさせる, litt. « Faire jouer mon ami à mon hack Mario (Super Mario World) »). La série a été créée par Takemoto.
Kaizo Mario World propose des niveaux extrêmement difficiles sur le moteur de Super Mario World. La série est remarquable pour avoir délibérément enfreint toutes les règles normales de la conception de niveau « acceptées », et a introduit de nombreux éléments de base des hacks Kaizo ultérieurs, tels que placer des blocs cachés où le joueur est susceptible de sauter, des défileurs automatiques extrêmement rapides, mourir après la ligne de fin et divers autres pièges. Cette cruauté et la frustration qui en résulte, ainsi que le niveau de compétence requis, sont à la fois le but des hacks et l'attrait de toutes les vidéos Let's Play sur ce jeu.

## Système de jeu
Kaizo Mario World se compose de trois jeux de plates-formes à défilement horizontal dans lesquels le joueur contrôle Mario ou Luigi. Étant des ROM hacks de Super Mario World, les hacks utilisent bon nombre des mêmes mécanismes de jeu, tout en en introduisant de nombreuses nouvelles, tels que forcer le joueur à utiliser des glitches pour progresser dans un niveau. Les hacks sont remarquables pour repousser les limites de la capacité humaine et comportent de nombreux mouvements à effectuer à l'image près, qui nécessitent généralement un jeu essai-erreur.
Chacun des trois ROM hacks commence par tuer Mario lors de la cinématique d'ouverture à moins que le joueur n'effectue une certaine action.

## Histoire
Kaizo Mario World a d'abord gagné en popularité après avoir été publié sur YouTube sous le titre Asshole Mario. La difficulté unique a également attiré les speedrunners. Le 23 avril 2008, Ben DeMario est devenu la première personne à terminer une série sans mort sur le jeu d'origine, un exploit qui a depuis été également accompli par dram55 et Calco2.
Les derniers jeux de la série n'avaient pas la même popularité que l'original, mais sont tout de même des jeux très populaires tant que pour le speedrun que pour le Let's Play. Kaizo Mario World 3, le dernier jeu de la série, est largement considéré comme le hack Super Mario World Kaizo le plus difficile à battre par l'Homme[réf. nécessaire], étant très remarquable pour son combat de boss final qui comporte beaucoup de RNG.

## ROM hacks
| 2007 | Kaizo Mario World Kaizo Mario World 2 |
| 2008 |                                       |
| 2009 |                                       |
| 2010 |                                       |
| 2011 |                                       |
| 2012 | Kaizo Mario World 3                   |

| Jeu                 | Année | Système        |
| ------------------- | ----- | -------------- |
| Kaizo Mario World   | 2007  | Super Nintendo |
| Kaizo Mario World 2 | 2007  | Super Nintendo |
| Kaizo Mario World 3 | 2012  | Super Nintendo |

## Accueil
En 2015, IGN a déclaré à propos de Kaizo Mario World : « C'est drôle, impressionnant et extrêmement divertissant. Kaizo Mario n'était pas le premier hack de Mario dur, mais c'était le plus poli et le premier à comprendre qu'il ne s'agissait pas seulement d'être aussi dur que possible. Punir les joueurs est une forme d'art. ».

### Héritage
Le mot japonais "kaizō" (改造)  se réfère simplement au piratage de ROM dans l'industrie du jeu, puisque son sens littéral est «réorganiser», «restructurer» ou «reconstruire», mais la proéminence de Kaizo Mario World signifie que ce terme a été utilisé par d'autres ROM hacks pour indiquer un niveau de difficulté extrême, comme Kaizo Mario Bros 3., Kaizo Mario 64, SMG2 The Kaizo Green Stars par Evanbowl et les Kaizo Caverns dans la série de cartes Super Hostile de Vechs sur Minecraft. Cela a également conduit au terme «Kaizo Hack», signifiant un ROM hack d'un jeu destiné à être extrêmement difficile ou injuste, qui vise à pousser la difficulté aux limites des capacités humaines. Les hacks excessivement durs, tels que la série Item Abuse, qui vont bien au-delà des compétences humaines, sont appelés pit hacks.
SMW Central, qui a un dépositaire de hacks ROM Super Mario World, a les catégories de difficulté «Kaizo: Light» et «Kaizo: Hard» pour les hacks ROM dans le style Kaizo Mario World. «Kaizo: Light» fait référence aux ROM hacks qui sont extrêmement difficiles mais dans le domaine des possibilités pour un humain de jouer. Les ROM hacks «Kaizo: Hard» sont destinés à utiliser des outils tels que la sauvegarde des états ou le ralentissement, car ils demandent des mouvements extrêmement précis. Parmi ceux-ci, Super Dram World, Super Dram World 2, Super Panga World, Quickie World, Super Gracie World, Grand Poo World 2, Invictus et Super Ryu World 2 ont été speedrun en direct lors d'un événement Games Done Quick.
Kaizo Mario World a également été l'inspiration de nombreux niveaux créés dans Super Mario Maker. L'un des plus remarquables est un niveau créé par PangaeaPanga intitulé Pit of Panga: P-Break, qui a longtemps été considéré comme le niveau le plus difficile de Super Mario Maker.